# نحشیه
نحشیه (در یونانی Naasseni، احتمالاً از נָחָשׁ نَخَش در عبری به معنای مار)یکی از فرقه‌های مسیحیت گنوسی بود که تنها از طریق نوشته‌های هیپولیتس رم شناخته می‌شد که برای مبارزه با این گروه و نابود کردن ان‌ها اصول اعتقادی شان را در کتاب‌های خود معرفی می‌کند تا استدلال و رد نماید. تمام گروه‌های گنوسیان به مرور مغلوب گروه‌های راست پندار (ارتدوکس) شدند و از بین رفتند.
اعتقاد نحشیه بر این بود که سلسله عرفان شان از طریق ماریامن، به یعقوب البار می‌رسد. استفاده از کلمه عبری مار به عنوان نماد تقدس، نشان می‌دهد که اندیشه ای بر ضد روحانیت یهودی هستند و لذا در دسته‌بندی‌های عرفانی قرار می‌گیرند. هیپولیتس مدعی است آن‌ها اولین کسانی هستند که گنوسی به معنای اهل معرفت خوانده شده‌اند و معتقد بودند به عمق معرفت دست یافته‌اند.